# Achurimima carissima
Achurimima carissima är en insektsart som först beskrevs av Rehn, J.A.G. 1952.  Achurimima carissima ingår i släktet Achurimima och familjen Morabidae. Inga underarter finns listade i Catalogue of Life.